# Arnold Walfisz
Arnold Walfisz   (Varsòvia, 2 de juliol de 1892 - Tbilisi, 29 de maig de 1962) va ser un matemàtic polonès de família jueva que va treballar a la Unió Soviètica.

## Vida i Obra
Walfisz va néixer a Varsòvia quan aquesta ciutat formava part de l'Imperi Rus. Va fer els estudis secundaris a la seva vila natal fins al 1905 quan la família es va traslladar a Alemanya. Va acabar els estudis secundaris a Wiesbaden i els estudis universitaris els va seguir a diverses universitats: Múnic, Berlín, Heidelberg i Göttingen. En aquesta última va ser deixeble d'Edmund Landau. Després d'una interrupció per la Primera Guerra Mundial, es va doctorar el 1921 a Göttingen sota la direcció de Landau.
El 1922 li va ser denegada una beca Rockefeller per continuar fent recerca a Göttingen i se'n va entornar a Wiesbaden on va fer recerca pel seu compte. El 1927 va retornar a Varsòvia on va ser matemàtic d'una companyia d'assegurances. El 1930 va aconseguir l'habilitació docent a la universitat de Varsòvia, però bo va deixar la feina a l'asseguradora per l'escassa remuneració que rebia de la universitat. El 1935, juntament amb Salomon Lubelski, va fundar la revista Acta Arithmetica, de la qual va ser editor fins a la seva mort. L'any següent, 1936, va deixar definitivament Polònia per establir-se a Tbilisi (República Socialista Soviètica de Geòrgia) on va ser professor de la universitat i va fundar una reconeguda escola en teoria de nombres. A més, va participar activament en la vida científica i social de la universitat, essent director del Institut de Matemàtiques i membre dels consells editorial, acadèmic i de biblioteques.
Walfisz va publicar un centeanr d'articles en revistes científiques. La seva especialitat va ser sempre la teoria de nombres, tenint especial rellevància les seves aportaciones al teorema de l'ideal principal.